# Rikizō Matsuhashi
Rikizō Matsuhashi (jap. 松橋 力蔵 Matsuhashi Rikizō; ur. 22 sierpnia 1968) – japoński piłkarz występujący na pozycji pomocnika.

## Kariera klubowa
Od 1989 do 2001 roku występował w klubach Yokohama Marinos, Kyoto Purple Sanga i Jatco TT.